# نیوتون بوث
نیوتون بوث (انگلیسی: Newton Booth؛ زاده ۳۰ دسامبر ۱۸۲۵ - درگذشته ۱۴ ژوئیهٔ ۱۸۹۲) سناتور سابق عضو Anti-Monopolist بود. وی در سال ۱۸۷۵ تا ۱۸۸۱ میلادی سناتور ایالت کالیفرنیا در سنای ایالات متحده آمریکا بود.